# Puckett (Stati Uniti d'America)
Puckett è un comune (village) degli Stati Uniti d'America, situato nella contea di Rankin, nello Stato del Mississippi.